# Brèche de Tapou
La brèche de Tapou (en espagnol brecha de Tapou) est un col de montagne pédestre frontalier des Pyrénées à 2 611 ou 2 608 mètres d'altitude entre le département français des Hautes-Pyrénées, en Occitanie, et la province espagnole de Huesca, en Aragon, sur la frontière franco-espagnole.
Il relie la vallée d'Ossoue en Lavedan à la vallée de l'Ara en Aragon.

## Géographie
La brèche de Tapou est encadrée par le Petit pic de Tapou (2 923 m) au nord-ouest et le pic du Pla d'Aube (279 m) au sud-est. Côté français, le col se trouve dans la vallée d'Ossoue et surplombe les lacs du Montferrat.

### Hydrographie
Le col délimite la ligne de partage des eaux entre le bassin de l'Adour, qui se déverse dans l'Atlantique côté nord, et le bassin de l'Èbre, qui coule vers la Méditerranée côté sud.

## Protection environnementale
Le col est situé dans le parc national des Pyrénées et fait partie d'une zone naturelle protégée, classée ZNIEFF de type 1, « vallons d'Ossoue et d'Aspé », et de type 2, « haute vallée du gave de Pau : vallées de Gèdre et Gavarnie ».

## Voies d'accès
Côté français, versant ouest, au départ du barrage d'Ossoue (1 834 m). Prendre par le GR 10 en direction des lacs du Montferrat juste en dessous du col.
Côté espagnol, le col donne accès à la vallée de l'Ara par le barranco du Cardal.